# Kalle Jansson
Karl "Kalle" Johan Adolf Jansson, född 6 november 1901 på Rådmansö i Stockholms län, död där 12 april 1989, var en svensk målare.
Han var son till målaren Jan-Erik Jansson och Lovisa Carlsdotter samt från 1928 gift med Tora E. M. Björnson. Han studerade konst vid Tekniska skolan i Stockholm 1922–1924, Figge Fredrikssons målarskola 1925–1926 samt vid Kungliga Konsthögskolan 1927–1933. Han genomförde ett flertal studieresor till bland annat Nederländerna, Belgien, Frankrike och Spanien. Separat ställde han ut i bland annat Gävle, Nyköping, Kristinehamn och Mariestad. Han medverkade i samlingsutställningar med Sveriges allmänna konstförening och Uplands konstförening. Hans konst består av landskapsskildringar från Öland, Norrland, Västkusten och från sina resor utomlands utförda i pastell, akvarell eller olja.